# Gustav Gottenkieny
Gustav Gottenkieny, né le 8 mai 1896 à Winterthour et mort en septembre 1959 est un footballeur international suisse. Il évoluait au poste de défenseur.

## Biographie

### En club
Gustav Gottenkieny est joueur du FC Winterthour de 1909 à 1914,.
Il évolue sous les couleurs du FC Fribourg de 1915 à 1918.
De 1918 à 1920, Gottenkieny est joueur du FC Winterthour.
En 1920, il devient joueur du Grasshopper Club Zurich.
Il est sacré Champion de Suisse en 1927 et remporte deux coupes nationales en 1926 et 1927.
Il raccroche les crampons en 1928.

### En équipe nationale
International suisse, Gottenkieny dispute 14 matchs sans inscrire de but avec l'équipe nationale suisse de 1920 à 1925,.
Le 23 mars 1924, il dispute son premier match contre la France (défaite 0-2 à Genève).
Il fait partie du groupe suisse médaillé d'argent aux Jeux olympiques de 1924 mais ne dispute aucun match durant le tournoi.
Son dernier match a lieu le 19 avril 1925 contre les Pays-Bas (victoire 4-1 à Zurich) en amical.

## Palmarès
| \| Grasshopper Club Zurich - Championnat de Suisse (1) : - Champion : 1926-27. - Coupe de Suisse (2) : - Champion : 1925-26 et 1926-27. \| |  | Suisse - Jeux olympiques : - Argent : 1924. |
| Grasshopper Club Zurich - Championnat de Suisse (1) : - Champion : 1926-27. - Coupe de Suisse (2) : - Champion : 1925-26 et 1926-27.       |  |                                             |